# Denkmal für Katharina die Große (Simferopol)

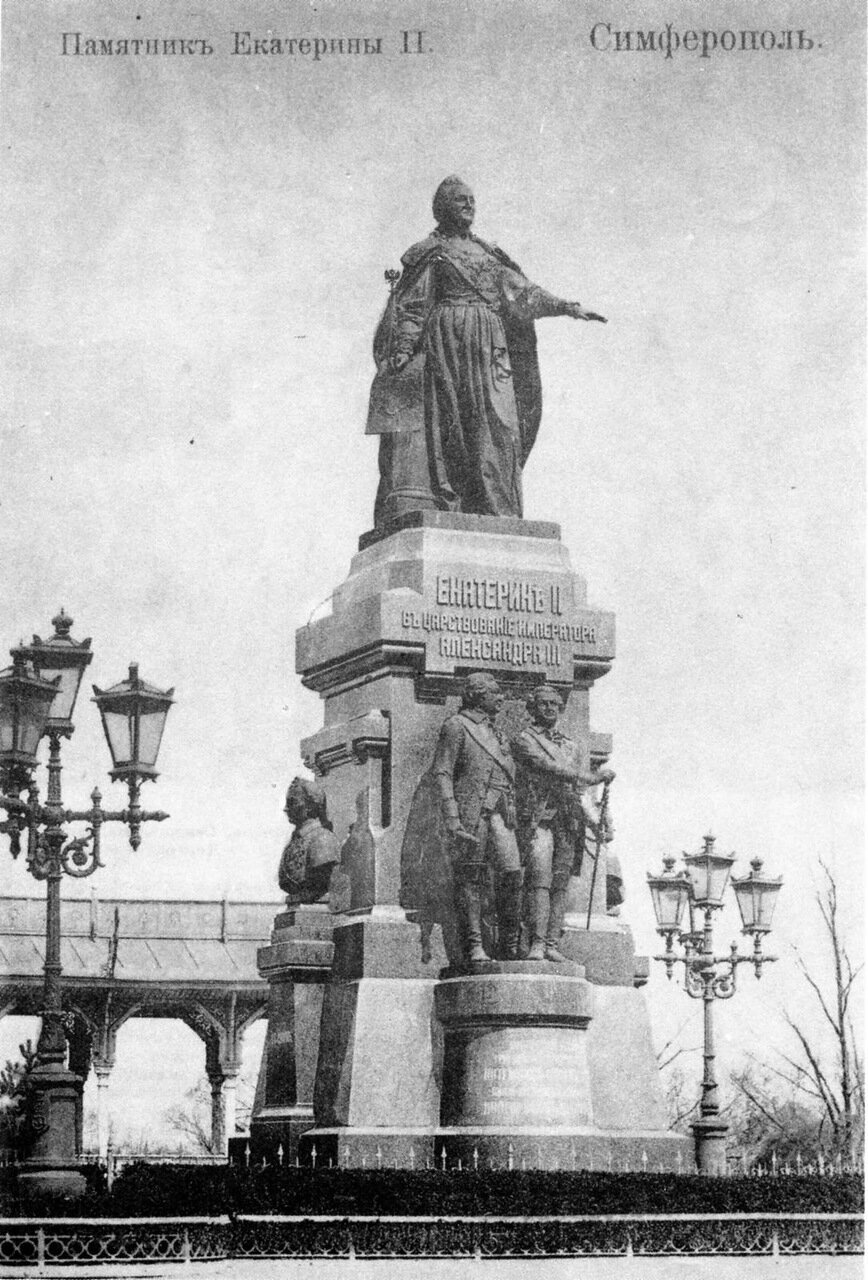
Denkmal für Katharina II. (Simferopol)

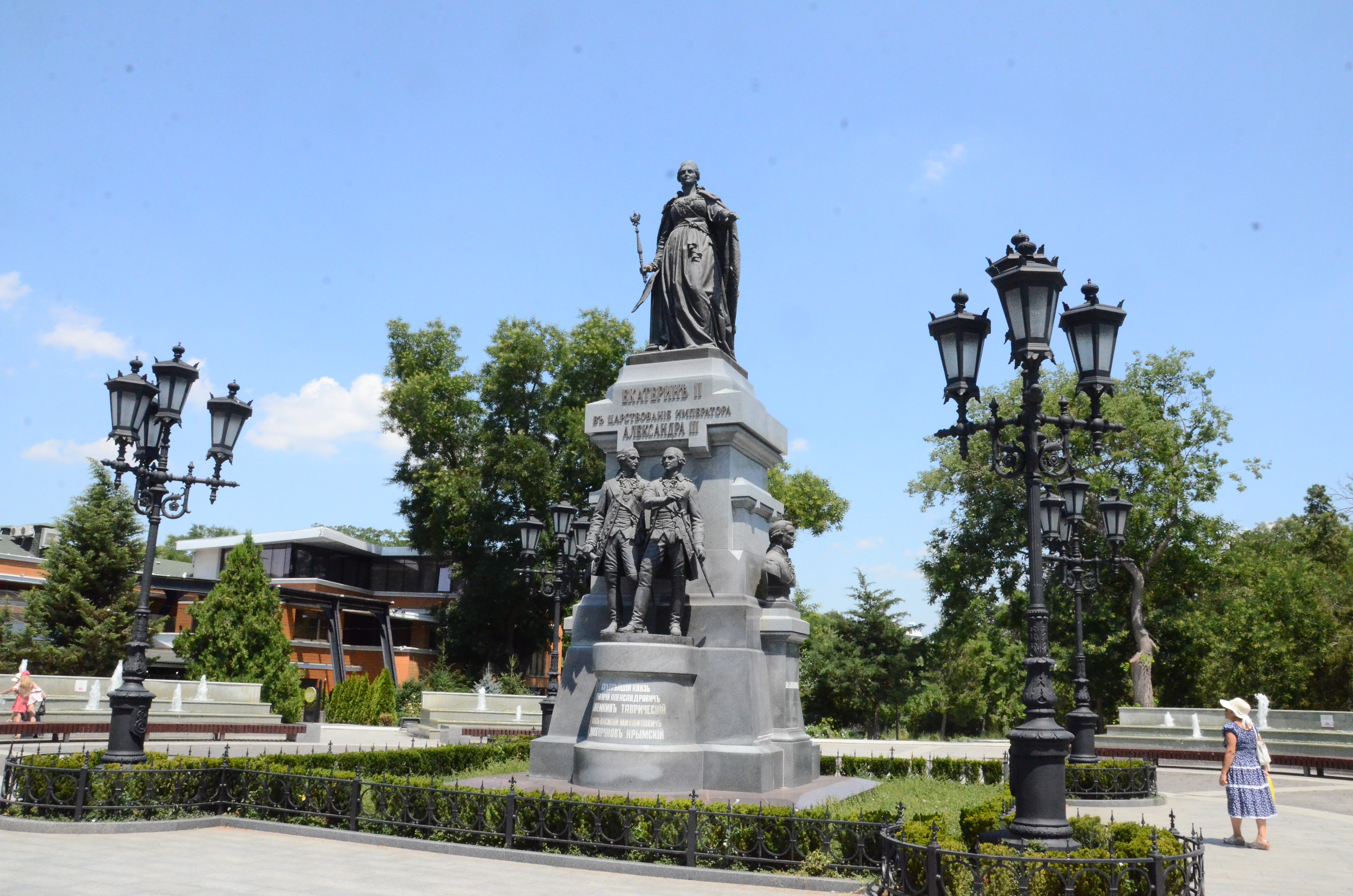
Das neue Denkmal im Jahr 2021

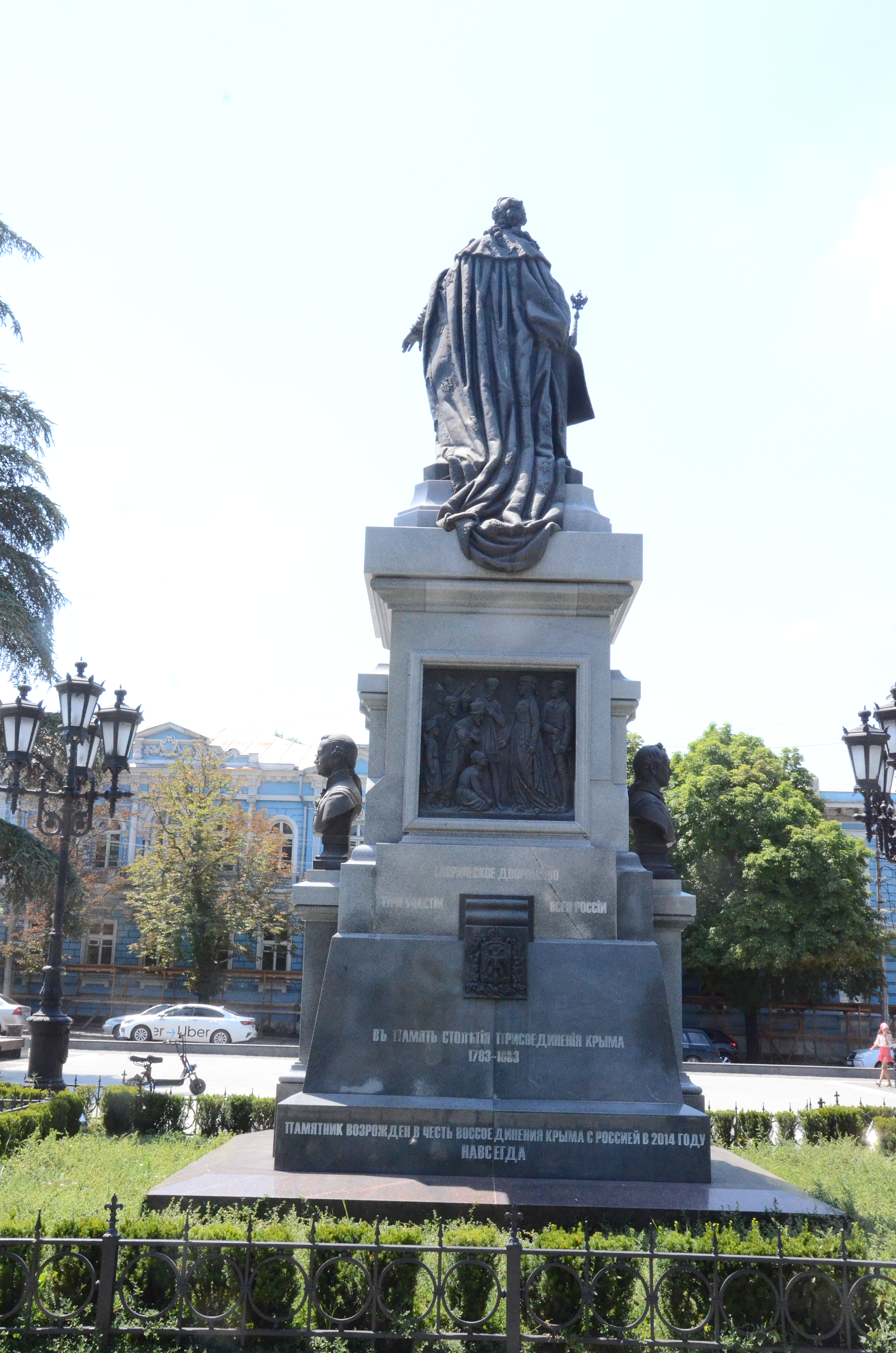
Inschriften am Sockel des neuen Denkmals (Rückseite) (unten: «Памятник возрожден в честь воссоединения Крыма с Россией в 2014 году / навсегда»)

Das Denkmal für Katharina die Große in Simferopol ist ein Denkmal zu Ehren der russischen Kaiserin Katharina II., das zur Erinnerung an Russlands erste Annexion der Krim errichtet worden war. Die Halbinsel war von Katharina der Großen den Tataren entrissen worden. Nach der Revolution wurde das Denkmal von den Bolschewiken gestürzt.
Nach dem Anschluss der Krim an Russland (nach dem Referendum über den Status der Krim am 16. März 2014) war das Denkmal wieder aufgestellt worden, nachdem bereits zuvor, im Jahr 2007, die Krim-Metropole ihrer deutschstämmigen Gründerin einen Gedenkstein gesetzt hatte. Eine Inschrift auf dem Sockel des Denkmals hat den folgenden Text: „Neu errichtet zu Ehren der Wiedervereinigung der Krim mit Russland im Jahr 2014, für immer.“ Der gestaltende Bildhauer des ersten Denkmals zu Ehren von Katharina II. war der Akademiker Nikolai Lawerezki. Das Denkmal wurde zum hundertsten Jahrestag des Anschlusses der Krim an Russland aufgestellt. Das Modell des neuen Denkmals wurde von den Moskauer Bildhauern Konstantin Kubyschkin und Igor Jarowski anhand von Fotoarchiven bearbeitet. Die feierliche Einweihungszeremonie fand am 19. August 2016 statt. Das Denkmal ist 10 m hoch und wiegt etwa 7 Tonnen.